# Браун, Коринна
Кори́нна Бра́ун (англ. Corinna Brown) — английская актриса. Наиболее известна как исполнительница роли Тары Джонс в сериале «Трепет сердца» (с 2022) от Netflix.

## Жизнь и карьера
Браун родилась на востоке боро Уолтем-Форест в Лондоне. В детстве она посещала занятия танцами и музыкой в Школе кино и телевидения Анны Фиорентини. Это позволило ей сыграть в нескольких спектаклях в театре Hackney Empire и быть записанной в их агентских книгах. Браун также была в составе молодёжной группы Королевской академии драматического искусства. До 2012 года она снималась в рекламных роликах, а её дебют на телевидении состоялся с выходом фильма «Моё убийство» с Джоном Бойегой на канале BBC Three.
В 2020 году Браун окончила актёрскую школу «Ист-15», где училась на специальности актёрского мастерства и сценических боёв. После обучения в «Ист-15» она заключила контракт с агентством MacFarlane Chard.
После выпуска из драматической школы Браун сыграла Сванильду в постановке балета «Коппелия» в театре New Vic Theatre. Позднее она вернулась на телевидение с ролью Тары Джонс в сериале «Трепет сердца», экранизации одноимённой серии комиксов от Элис Осман, для Netflix. Первый сезон сериала вышел в 2022 году, а второй — в 2023. Также у неё была гостевая роль Челси Крейг в одном из эпизодов британской медицинской мыльной оперы «Врачи».

## Фильмография
| Год       | Название                       | Роль                    | Комментарии        | П.    |
| --------- | ------------------------------ | ----------------------- | ------------------ | ----- |
| 2012      | Моё убийство                   | Нашона                  | Телефильм          |       |
| 2017      | Дафна                          | Девушка в автобусе      | Эпизодическая роль |       |
| 2020      | Шоу должно продолжаться онлайн | Мессала, пятая плебейка | 1 эпизод           |       |
| 2022      | Врачи                          | Челси Крейг             | 1 эпизод           | [ 4 ] |
| 2022—2024 | Трепет сердца                  | Тара Джонс              | Главная роль       | [ 5 ] |

## Театр
| Год  | Название | Роль      | Комментарии                         |
| ---- | -------- | --------- | ----------------------------------- |
| 2021 | Коппелия | Сванильда | New Vic Theatre, Ньюкасл-андер-Лайм |